# Mortuary Drape
I Mortuary Drape sono un gruppo musicale black metal italiano fondato nel 1986 ad Alessandria, in Piemonte, fra i più longevi della scena italiana nel loro genere.

## Storia

### Le prime pubblicazioni
Il primo demo dei Mortuary Drape, denominato Necromancy è stato messo in circolo nel 1987 e gli ha fatto seguito, nel 1989, un secondo intitolato Doom Return. Nel 1991 firmano un contratto con l'etichetta greca Decapitated e pubblicano il loro primo EP Into the Drape. Nel 1994 registrano il primo album All the Witches Dance, pubblicato dalla Unisound.

### Notorietà e tour internazionali
Nel giugno 1996 esce l'EP Mourn Path e il 31 ottobre 1996, esattamente dieci anni dopo la fondazione del gruppo, viene pubblicato il secondo album Secret Sudaria, la cui promozione li porterà a calcare numerosi palchi italiani ed esteri. Al termine del tour i tre quinti della band lasceranno il gruppo per fondare un nuovo progetto denominato The Magik Way. La band ritorna quindi alla formazione fondatrice, e nel 1999 il gruppo incide un altro album intitolato Tolling 13 Knell, pubblicato dalla Avantgarde Music. Alla fine del 2003 l'etichetta Wild ristampa i primi due demo del gruppo su CD, con una cover originale e una nuova grafica. Il 20 novembre 2004 viene pubblicato dalla Avantgarde il quarto album Buried in Time. Nel corso del 2007 la band suona in alcuni festival europei, inclusi l'Anti-Christ Crusade Tour, 13 giorni di concerti attraverso l'Europa.

### Nuova formazione
Nel giugno 2009 tutti i membri a eccezione del cantante e batterista Wildness Perversion escono dal gruppo. Quest'ultimo ingaggia quindi, nel 2010, dei nuovi musicisti che verranno identificati semplicemente con le iniziali dei loro nomi (S.R. e D.C. alle chitarre e S.C. al basso). Il primo lavoro con la nuova formazione è l'EP Black Flames of Blasphemy, del 2011. Seguono gli album di inediti Spiritual Independence del 2014 e Black Mirror del 2023, intervallati da due compilation e dall'EP Wisdom - Vibration - Repent del 2022.

## Stile e influenze
L'ideologia della band è influenzata dallo spiritismo italiano dei quali Wildness Perversion, Nequam e Diabolic Obsession sono stati seguaci. Occultismo e negromanzia occupano un posto importante nella musica prodotta dai Mortuary Drape. La band è stata fortemente influenzata dai Mercyful Fate, Celtic Frost, Bathory e Venom. Hanno effettuato numerosi concerti in Grecia e Germania. I Mortuary Drape suonarono spalla a spalla con gli Horrid, Cadaveric Crematorium, Opera IX, Necrodeath e Hortus Animae.
Nel 2009, per il venticinquesimo anniversario dalla fondazione del gruppo, le etichette italiane War Kommand Productions e Imperialismo Pagano hanno stampato il tribute-album Solve et coagula dedicato a loro, Vultur, Speculum Mortis, Fourth Monarchy, Amethista, Athanor, Tundra, The True Endless, Unctoris, Malvento, Buxen, Mystical Fullmoon, Umbra Mortis e Black Flame, 13 band che rendono loro omaggio suonando cover di altrettanti brani della band. È stata stampata unicamente su cassetta.

## Formazione
Attuale
- Wildness Perversion - batteria (1986-1996, 2009-2010, 2012-2019), voce (1990-presente)
- S.R. - chitarra solista
- D.C. - chitarra ritmica, voce secondaria (2010-presente)
- S.C. - basso (2010-presente)
- M.T. - batteria (2019-presente)

Ex componenti
Chitarristi
- Left-Hand Preacher
- Roaming Soul
- Cruel Abbot
- Maniac of Sacrifice
- Old Necromancer
- Abysmal Wizard
- Seeker of the Unknown
- Wicked Angel
- The Alchemist
- Witch
- PDO
- Left-Hand Preacher (anche basso)

Bassisti
- Without Name (anche voce)
- Diabolic Obsession
- Arcane of the Veiled Light

Batteristi
- Nequam
- War Machine Helgast
- I.O.R.R. Will Revealed
- Adeathe
- M.R.

## Discografia
Album in studio
- 1994 - All the Witches Dance
- 1996 - Secret Sudaria
- 2000 - Tolling 13 Knell
- 2004 - Buried in Time
- 2014 - Spiritual Independence
- 2023 - Black Mirror

Raccolte
- 2007 - Into the Catachthonium
- 2016 - 1986-2016
- 2018 - Necromantic Doom Returns

Album dal vivo
- 2011 - Witches Dance in Valenthia

Demo
- 1987 - Live Tape '87
- 1987 - Necromancy
- 1989 - Doom Return
- 1994 - Live '94

EP
- 1992 - Into the Drape
- 1996 - Mourn Path
- 2011 - Black Flames of Blasphemy
- 2022 - Wisdom - Vibration - Repent

Split
- 2013 -In the Eerie Cold, Where All the Witches Dance
- 2015 - Dance of Spirits/Ordo Equilibrium Nox

Album video
- 1991 - Darkness Attack
- 1995 - Live at Palace
- 2017 -30th Anniversary Concert (1986-2016)